# Conus exiguus
Conus exiguus é uma espécie de gastrópode do gênero Conus, pertencente à família Conidae.

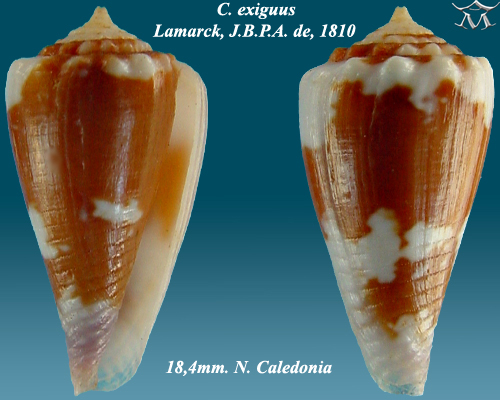
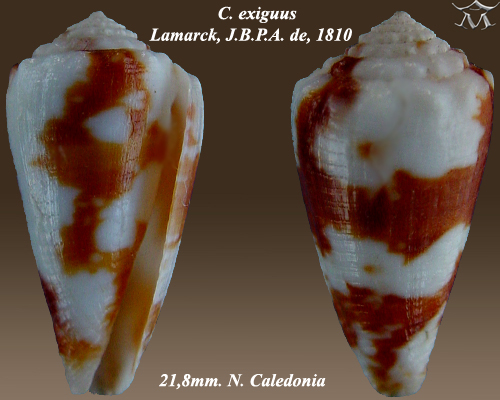
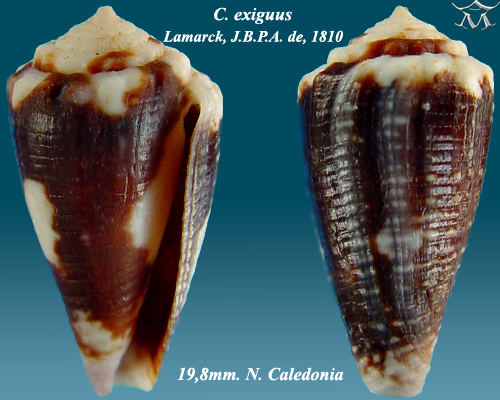